# Lingua gafat
La lingua gafat è una lingua semitica dell'Etiopia ormai estinta, che era parlata lungo il Nilo Azzurro in Etiopia. Essa era correlata alla lingua Harari e ai dialetti gurage. Gli scritti in questa lingua sono molto dispersi. Vi è una traduzione del Cantico dei cantici, scritta nel XVII o XVIII secolo e conservata presso la Biblioteca Bodleiana.
Charles Beke redasse un elenco di parole all'inizio degli anni 1840 con molte difficoltà, da quei pochi che la conoscevano, avendo scoperto che «La generazione attuale pare soprattutto ignorare questa lingua e le persone istruite che dichiarano di parlarla non hanno alcuna familiarità con essa.» Gli studi più recenti su questa lingua sono le relazioni di Wolf Leslau, che visitò la regione nel 1947 e dopo un duro lavoro fu in grado di trovare in tutto quattro persone che erano ancora in grado di parlarla. Edward Ullendorff, nella sua breve esposizione sul gafat, conclude che al tempo della sua scrittura «ci si può attendere che essa ha ormai esalato il suo ultimo respiro.»